# Famille Rákóczi
Rákóczi de Felsővadász et Rákócz (rákóczi és felsővadászi Rákóczi en hongrois) est le patronyme d'une ancienne famille de la noblesse hongroise. Elle donna notamment quatre princes de Transylvanie aux XVIIe et XVIIIe siècles.

## Origines
La famille descend du clan Bogátradvány (en) qui remonte au XIIIe siècle. Une branche de ce clan prendra le nom d'un domaine, Rákóc. Appartenant à la moyenne noblesse hongroise (középnemeseg), la famille Rákóczi prend de l'importance à partir du XVIe siècle, époque à laquelle sa filiation est continue.
La branche princière s'éteint en 1735 avec François II Rákóczi. La branche non titrée s'éteint quant à elle en 1754 avec András Rákóczi.
La famille Rákóczi était avec les Esterházy et les Thököly l'une des trois plus riches et importantes familles du royaume de Hongrie. En 1660, elle possédait une centaine de grands domaines qui représentaient plus de 100 000 sujets. Elle était à cette époque considérée à l'égal d'une famille souveraine par la diplomatie française.

## Membres remarquables
- Sigismond II Rákóczi (1554-1608), prince de Transylvanie (1607-1608), baron (1607).
- Pál Rákóczi (hu) (1596-1636), juge suprême du Royaume de Hongrie. Fils du précédent, il est titré comte.
- Lajos Rákóczi (hu) (1570-1612), général. Cousin du prince Sigismond II, il est titré baron en 1607.
- Georges Ier Rákóczi (1593-1648), prince de Transylvanie de 1630 à 1648 et prince du Saint-Empire (1645).
- Georges II Rákóczi (1621-1660), prince de Transylvanie de 1648 à 1657 puis de 1658 à 1659
- François I Rákóczi (1645-1676), prince associé de Transylvanie de 1652 à 1660, comte hongrois (1664).
- François II Rákóczi (1676-1735), prince de Hongrie et de Transylvanie de 1704 à 1711, célèbre opposant et résistant aux Habsbourg. Dernier membre mâle de la branche princière.
- Joseph Rákóczi (hu) (1700-1738), fils du précédent et de Charlotte-Amélie de Hesse-Wanfried.
- Georges Rákóczi (hu) (1701–1756), Frère du précédent. Il meurt à Paris en 1756.

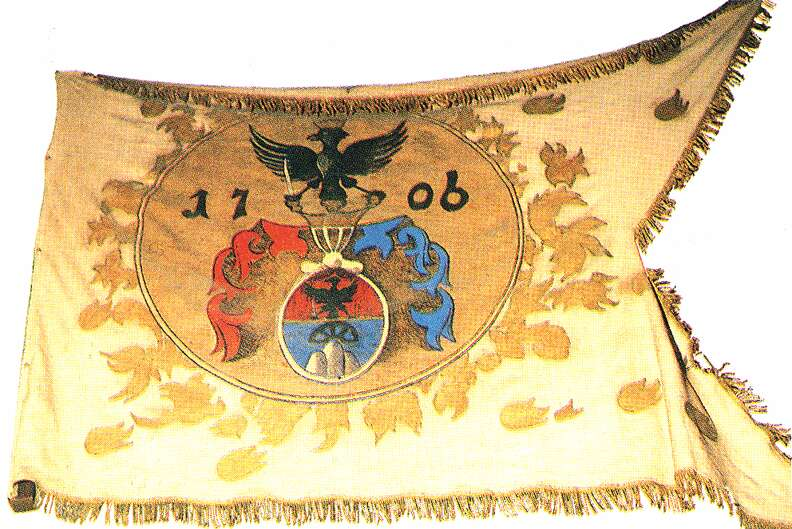
Armes de François II Rákóczi sur un drapeau Kuruc.
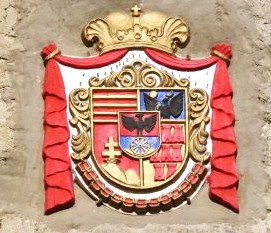
Armoiries des Rákóczi, princes de Transylvanie.

## Sources
- Iván Nagy: Magyarország családai, Pest, 1857-68
- Gravamina, Jean Bérenger, PUF, 1973
- Le Petit Futé Hongrie, Jean-Paul Labourdette, Hélène Bienvenu, Nouvelles Editions de l'Université, 2009.  (ISBN 2746923262)